# 中国機尖閣諸島領空侵犯事件

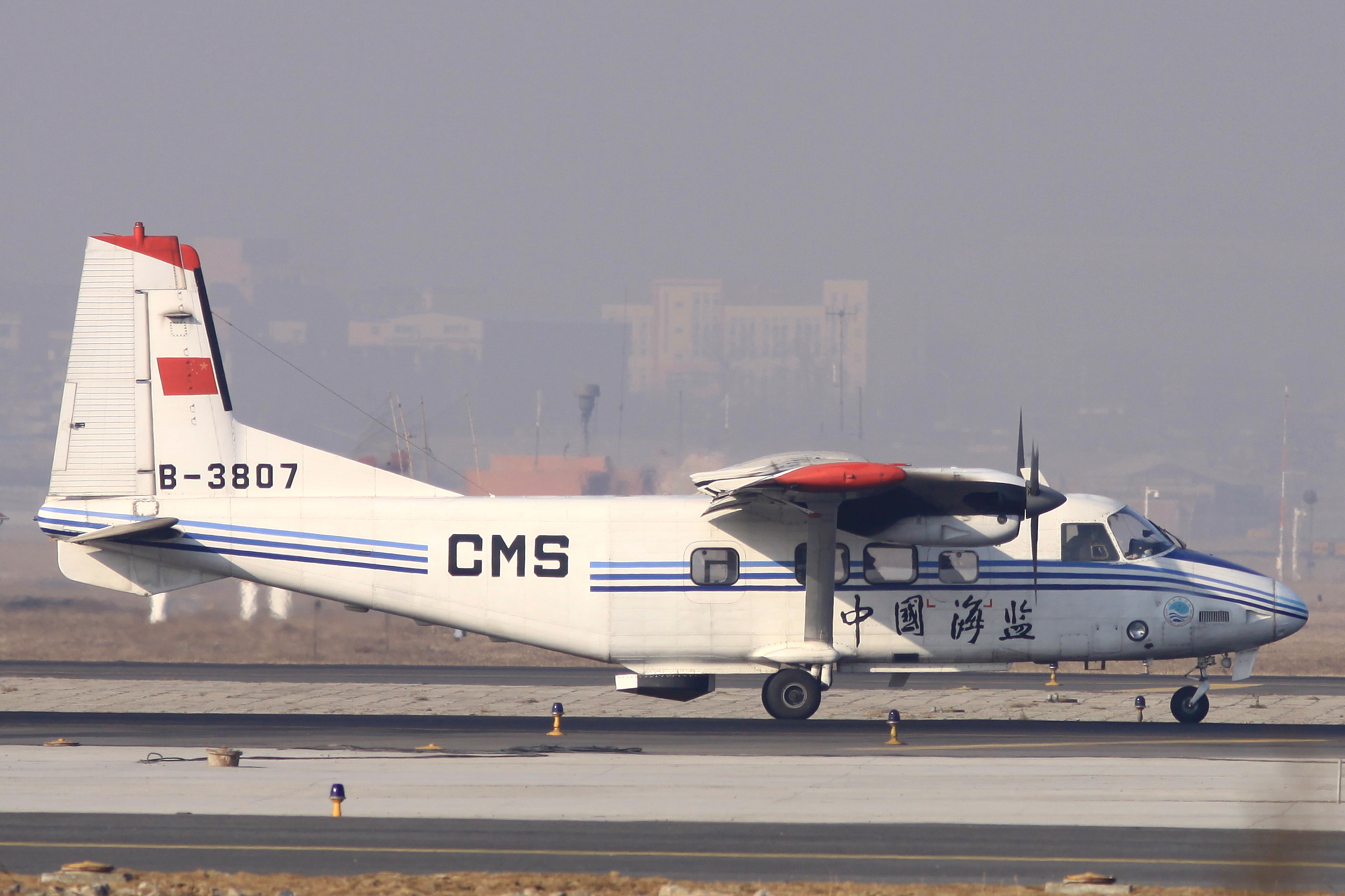
中国海監のY-12洋上監視機。

中国機尖閣諸島領空侵犯事件（ちゅうごくきせんかくりょうくうしんぱんじけん）とは2012年12月13日、尖閣諸島上空で中国国家海洋局所属の航空機（Y-12）が領空侵犯したという事件。

## 概要
2012年12月13日、尖閣諸島上空で領空侵犯した中国国家海洋局所属のY-12を、海上保安庁の巡視船が視認した。航空無線機にて国外退去を要求し、さらに防衛省へ通報した。中国機は「釣魚鳥（尖閣諸島）は中国固有の領土である」と反論し、尖閣諸島を撮影した。これに対し航空自衛隊は別の任務で飛行中だったF-15J（2機）を現場空域に派遣し、那覇基地で待機していたF-15J（6機）及びE-2C（1機）に対しスクランブルを発令したが、中国機を捕捉することができず、当該空域に到達したときには既に中国機は領空を離れた後だった。
翌日、中国側は報道で「正当なパトロールの一環である」と主張した。 このとき中国機は、日本の防空識別圏を飛行するにもかかわらずフライトプランを日本に提出せず、高度60mの超低空を飛行して航空自衛隊のレーダーサイトからの探知を避け、飛行中の航空機に常時使用が義務づけられているATCトランスポンダを使用しておらず、意図的な領空侵犯であった。政治的には中国側は南京大虐殺75周年記念イベントの最中であり、日本側は北朝鮮の大陸間弾道ミサイル（光明星3号2号機）発射の翌日で、自衛隊の警戒態勢が解かれた直後、かつ12月16日に第46回衆議院議員総選挙というタイミングでの出来事であった。
12月14日、アメリカ合衆国国務省のベントレル副報道官代行は、日米安全保障条約に基づき「アメリカは尖閣諸島を防衛する義務がある」と中国側に懸念を伝えた。
この事件以前にも、2010年4月21日、太平洋上で中国人民解放軍海軍の艦載ヘリが、監視任務中の海上自衛隊の護衛艦「あさゆき」に対し、水平距離90m、高度差50mにまで異常接近した。国際法上、軍艦から半径500m以内は領空に準じた扱いがなされるため、日本国政府は中国政府に対し抗議したが、中国政府は日本側に非があると反論した。